# Daniel Monzón
Daniel Monzón, né en 1968 à Palma de Majorque (Espagne), est un réalisateur et scénariste espagnol.

## Filmographie

### Réalisateur
- 1999 : El corazón del guerrero
- 2002 : El robo más grande jamás contado
- 2007 : The Kovak Box (La caja Kovak)
- 2009 : Cellule 211 (Celda 211)
- 2014 : El Niño
- 2018 : Yucatán
- 2021 : Les Lois de la Frontière (Las leyes de la frontera)

## Distinctions
- 2010 : Prix Goya du meilleur réalisateur et Prix Goya du meilleur scénario adapté pour Cellule 211 (Celda 211).